# Покровка (Сорочинський міський округ)
Покро́вка (рос. Покровка) — село у складі Сорочинського міського округу Оренбурзької області, Росія.

## Населення
Населення — 295 осіб (2010; 345 у 2002).
Національний склад (станом на 2002 рік):
- росіяни — 74 %